# 티푸 술탄
티푸 술탄(Sultan Fateh Ali Sahab Tipu, 1751년 12월 1일 - 1799년 5월 4일), 일반적으로 셰르 에 마이소르 또는 "마이소르의 호랑이"로 불리는 그는 남인도 마이소르 왕국의 이슬람 통치자였다. 그는 로켓 포병의 선구자였다. 그는 통치 기간 동안 새로운 주화 제도와 달력, 새로운 토지 수입 제도 등 여러 가지 행정 혁신을 도입하여 마이소르 비단 산업의 성장을 이끌었다. 티푸는 찬나팟나 장난감을 도입한 선구자이기도 하다. 그는 철제 케이스의 마이소르 로켓을 확장하고 파툴 무자히딘에게 군사 매뉴얼을 의뢰했다. 그는 영국-마이소르 전쟁 중 영국군과 그 동맹군의 진격에 맞서 로켓을 배치하여 폴릴루르 전투와 스리랑가파나 공성전을 치렀다.
티푸 술탄과 그의 아버지는 영국과의 투쟁에서 프랑스와 동맹을 맺었고, 마라타 제국, 시라, 말라바르, 코다구, 베드노어, 카르나타, 트라방코르의 통치자들에 맞서 마이소르의 다른 주변 세력과의 투쟁에서 프랑스에서 훈련받은 군대를 사용했다. 티푸의 아버지 하이더 알리가 권력을 잡았고, 1782년 암으로 사망하자 티푸는 그의 뒤를 이어 마이소르의 통치자로 등극했다. 그는 제2차 영국-마이소르 전쟁에서 영국을 상대로 중요한 승리를 거두었다. 그는 영국과 1784년 망갈로르 조약을 협상하여 전쟁을 종식시켰다.
티푸는 이웃 국가들과의 갈등으로 마라타-마이소르 전쟁을 겪었고, 이 전쟁은 가젠드라가드 조약의 체결로 끝났다.
티푸는 영국 동인도 회사의 불가침한 적으로 남아 있었으며 1789 년 영국 연합군 트라반 코어에 대한 공격으로 갈등을 일으켰다. 제3차 앵글로-마이소르 전쟁에서 그는 세링가파탐 조약을 체결하며 말라바르와 망갈로르를 포함하여 이전에 정복한 여러 영토를 잃었다. 그는 영국에 대한 반대를 결집하기 위해 오스만 제국, 아프가니스탄, 프랑스 등 외국에 사절단을 보냈다.
제4차 영국-마이소르 전쟁에서 마라타스와 하이데라바드의 니잠이 지원한 영국 동인도 회사 연합군이 티푸를 격파했다. 그는 1799년 5월 4일 자신의 거점인 세링가파탐을 방어하던 중 전사했다.

## 같이 보기
- 티푸의 호랑이